# Veronica persica
Veronica comune (nome scientifico Veronica persica Poir., 1808) è una pianta erbacea annua appartenente alla famiglia delle Plantaginaceae.

## Etimologia
Il nome generico (Veronica) deriva da Santa Veronica, la donna che secondo la tradizione cristiana diede a Gesù un panno per asciugare il suo volto sulla via del Calvario. Alcune macchie e segni sui petali della corolla di questo fiore sembrano assomigliare a quelli del sacro fazzoletto di Veronica. Per questo nome di pianta sono indicate altre etimologie come l'arabo "viru-niku", o altre derivate dal latino come "vera-icona" (immagine vera). L'epiteto specifico (persica) è in riferimento alla Persia, oggi Iran, da cui provenivano i campioni su cui venne istituita la specie.
Il nome scientifico della specie è stato definito dal botanico ed esploratore francese Jean Louis Marie Poiret (San Quintino, 11 giugno 1755 – Parigi, 7 aprile 1834) nella pubblicazione "Encyclopedie Methodique. Botanique. Paris" (Encycl. 8: 542. 1808) del 1808.
Tra i nomi comuni questa pianta è anche chiamata "occhio della Madonna", per la delicata bellezza dei fiorellini colore azzurro chiaro.

## Descrizione

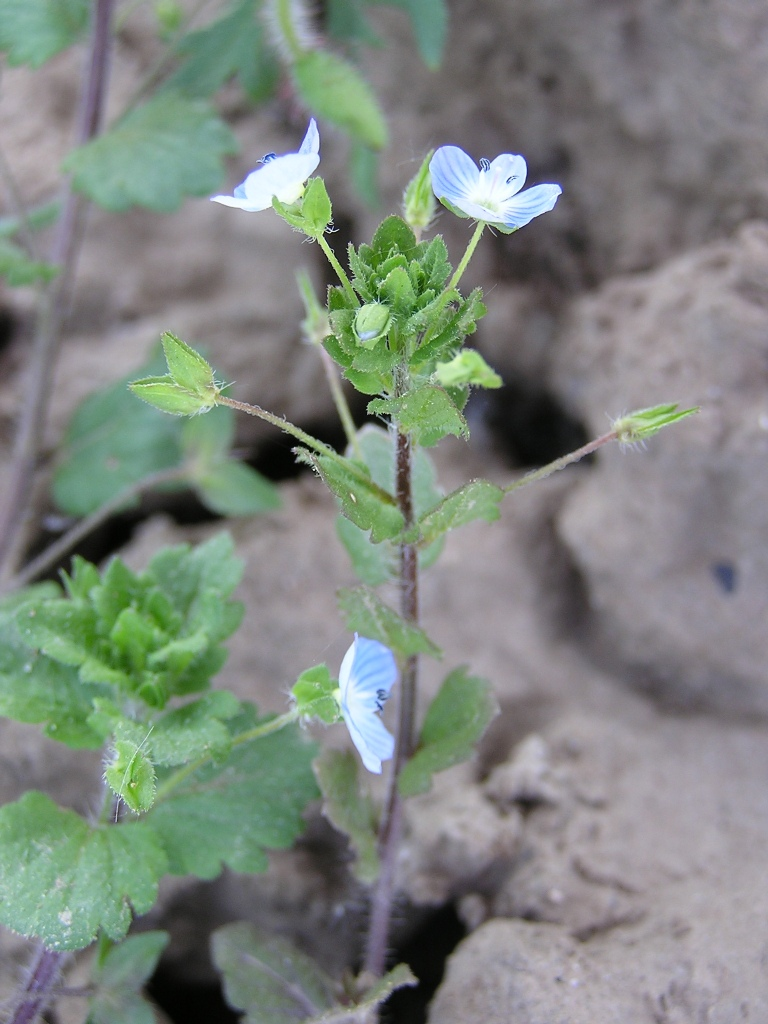
Il portamento

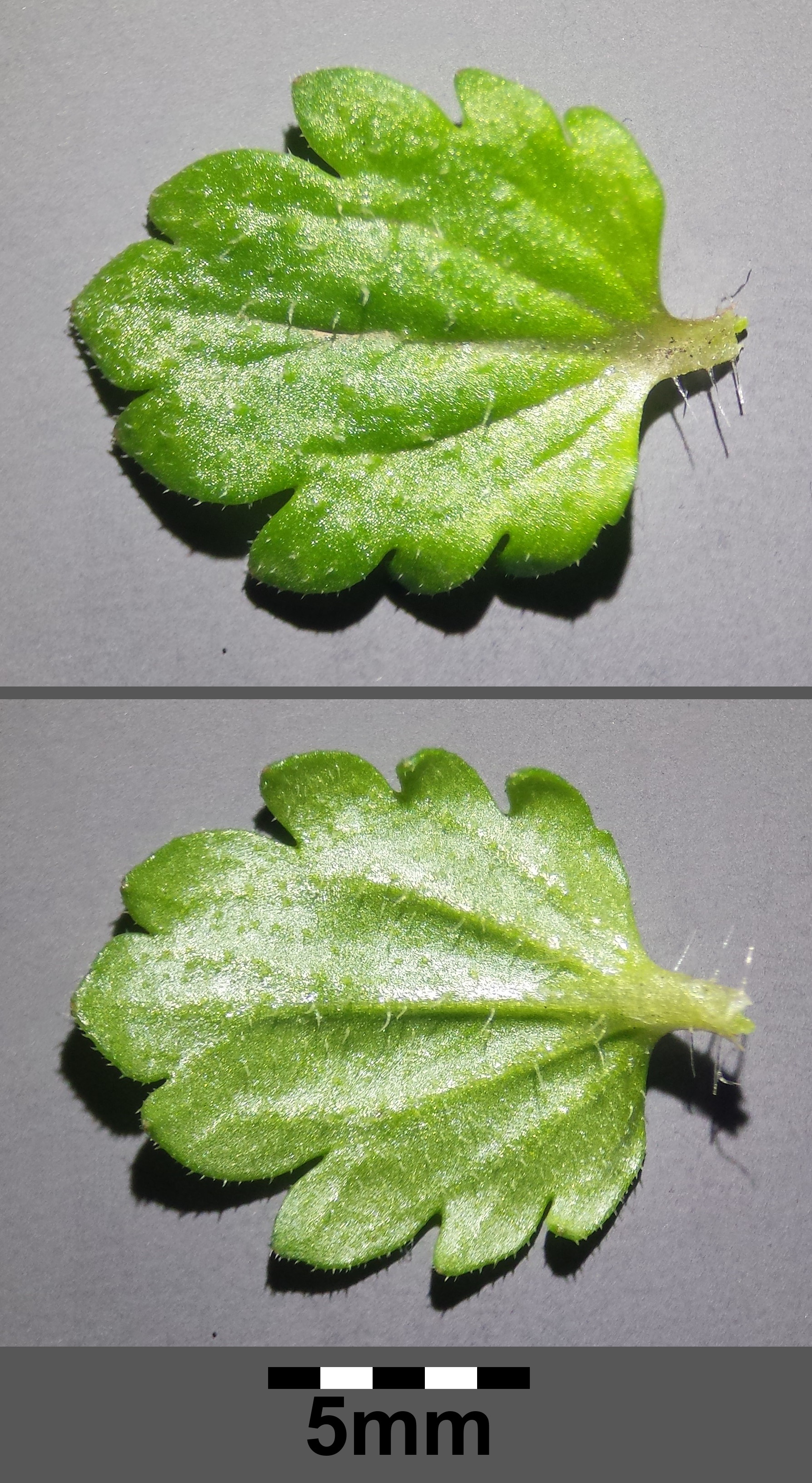
Le foglie

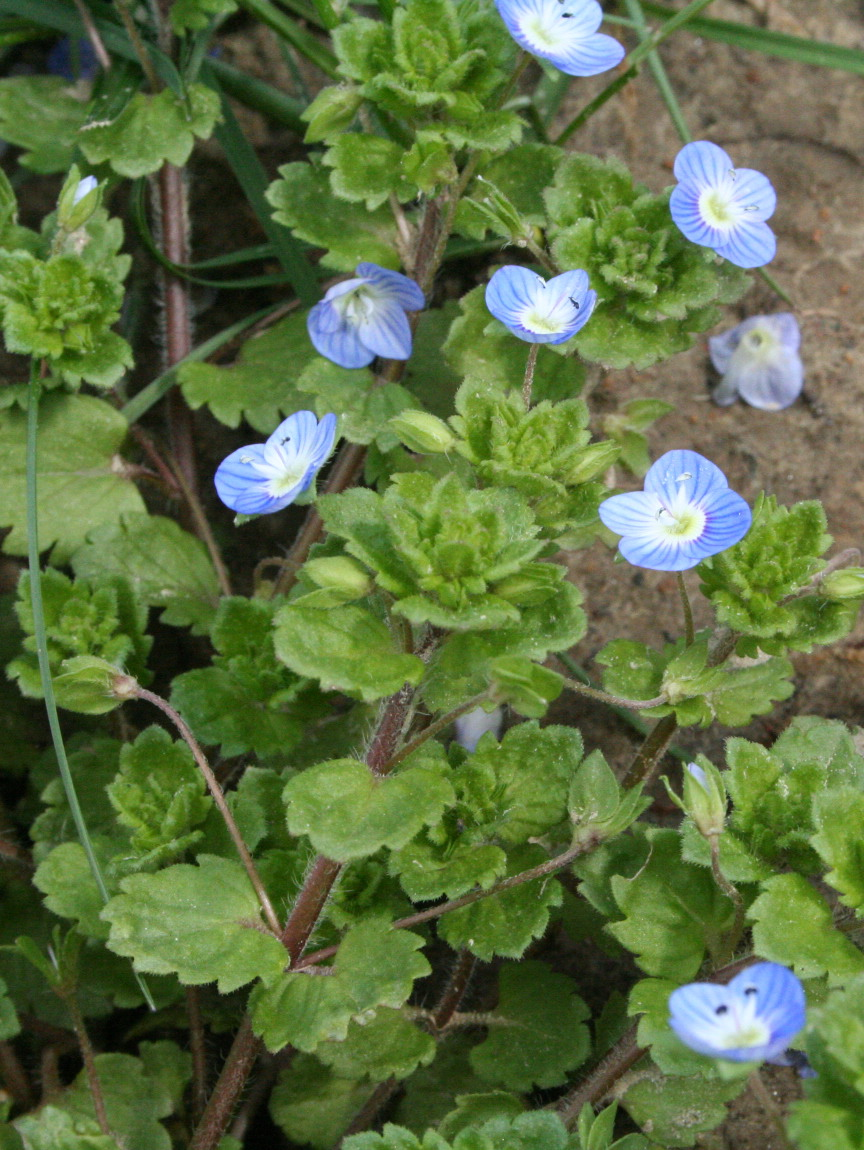
Infiorescenza

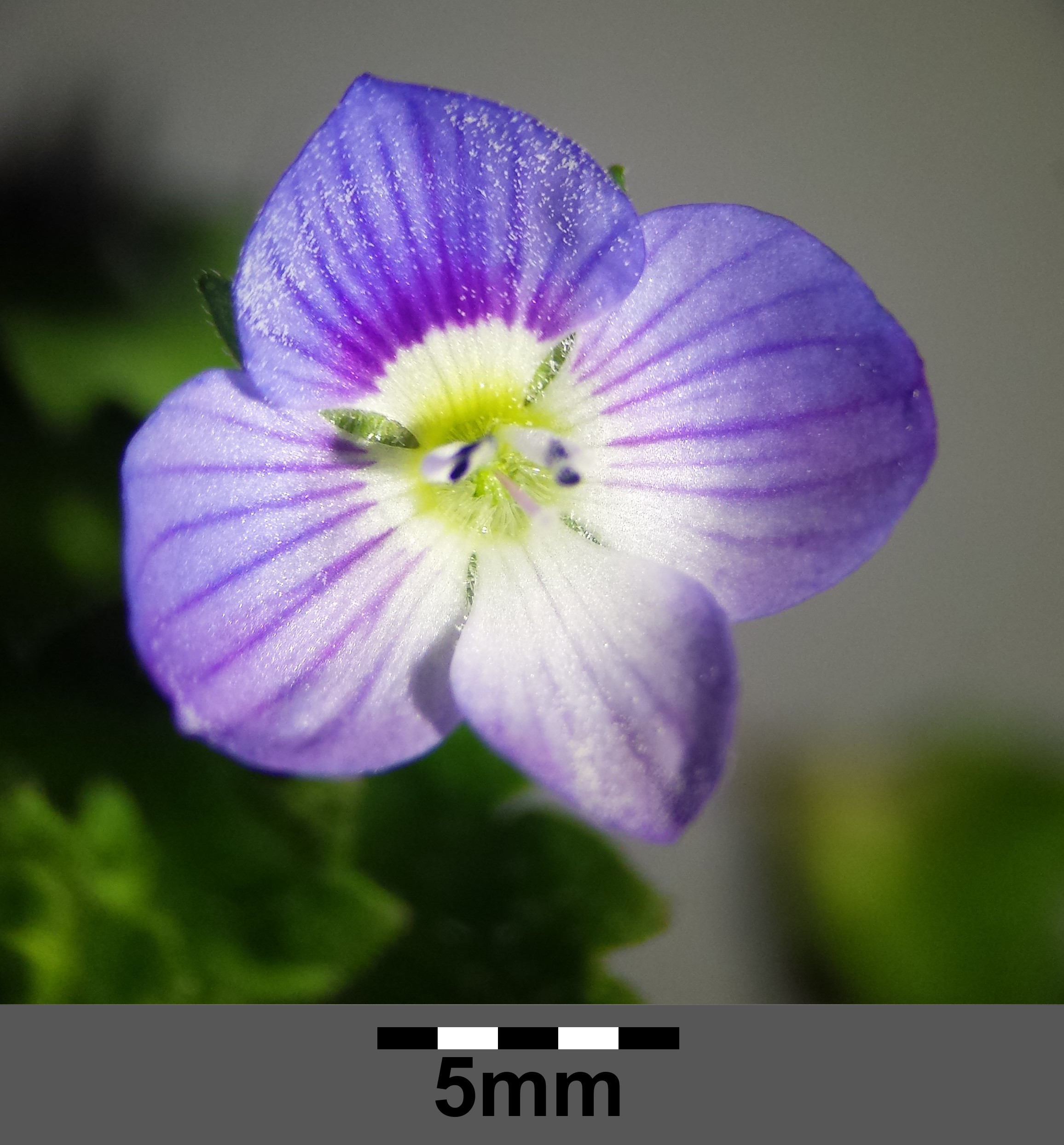
I fiori

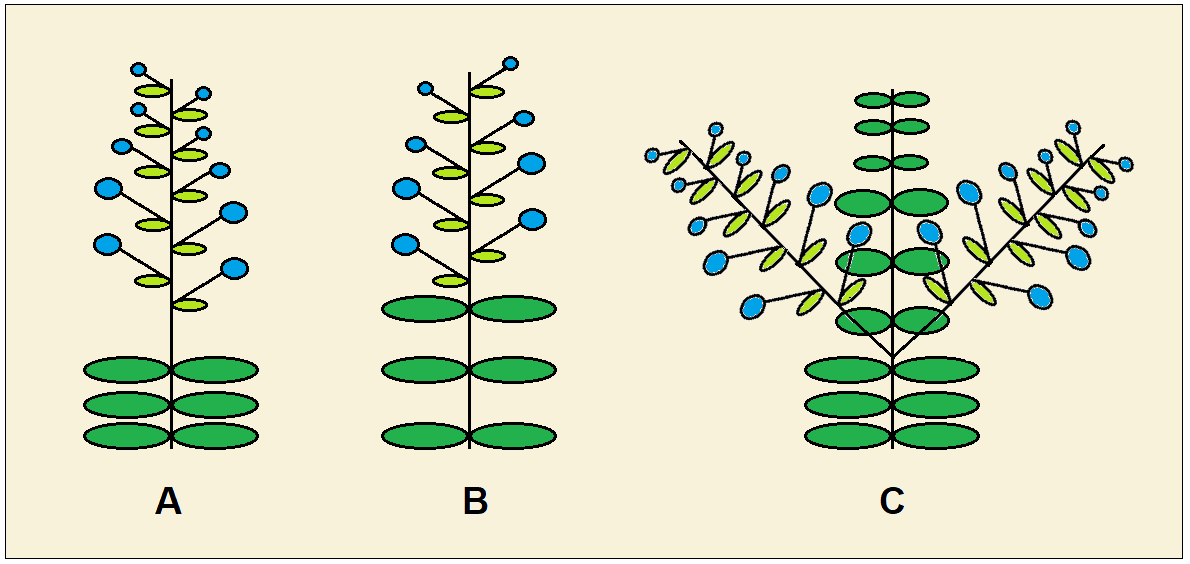
Racemi dell'infiorescenza: A) racemi terminali separati dalle foglie; B) racemi terminali non separati dalle foglie; C) racemi laterali

L'altezza di queste piante varia tra 5 e 50 cm. La forma biologica è terofita scaposa (T scap), ossia in generale sono piante erbacee che differiscono dalle altre forme biologiche poiché, essendo annuali, superano la stagione avversa sotto forma di seme e sono munite di asse fiorale eretto e spesso privo di foglie. In certi casi la forma biologica può essere anche emicriptofita scaposa (H scap), ossia piante erbacee, a ciclo biologico perenne, con gemme svernanti al livello del suolo e protette dalla lettiera o dalla neve e sono dotate di un asse fiorale eretto e spesso privo di foglie.

### Radici
Le radici sono secondarie (fascicolate) da rizoma.

### Fusto
La parte aerea del fusto è prostrata-radicante e generalmente ramosa e densamente pubescente per peli pluricellulari (a volte si individuano due linee longitudinali distinte di peli). Ha steli deboli prostrati al suolo che formano spesso una copertura intensa nei prati incolti.

### Foglie
Le foglie sono disposte in modo opposto (2 - 5 coppie) e sono brevemente picciolate. La forma della lamina varia da largamente ovale o ovato-lanceolata a subrotonda (suborbicolare); quelle superiori sono bruscamente più ridotte. I bordi sono più o meno profondamente crenato-seghettati (3 - 6 denti per lato), ma non revoluti. La superficie è uniformemente scarsamente pelosa (su entrambi i lati). Il colore delle foglie è verde-scuro; quando si seccano si anneriscono. Dimensione delle foglie: larghezza 9 – 18 mm; lunghezza 10 – 20 mm. Lunghezza del picciolo: 1 – 8 mm.

### Infiorescenza
Le infiorescenze sono dei racemi terminali e lunghissimi (lassi) con 10 - 30 fiori al massimo. I racemi non sono chiaramente separati dalla parte fogliare (tipo B - vedi figura). Nell'infiorescenza sono presenti delle brattee simili alle foglie e più corte dei peduncoli. I fiori sono posizionati all'ascella di una brattea. Le brattee sono disposte in modo alterno (a volte sono opposte). Lunghezza dei peduncoli (alla fruttificazione): 15 – 22 mm.

### Fiore
I fiori sono ermafroditi e tetraciclici (composti da 4 verticilli: calice – corolla – androceo – gineceo), pentameri (calice e corolla divisi in cinque parti).
- Formula fiorale:

X o * K (4-5), [C (4) o (2+3), A 2+2 o 2], G (2), capsula.
- Calice: il calice campanulato, gamosepalo e più o meno attinomorfo, è diviso in 4 profonde lacinie con forme ovato-lanceolate. La superficie è scarsamente ricoperta da brevi peli semplici: alla base sono lunghi 0,1 - 0,5 mm e all'apice sono lunghi 0,05 - 0,2 mm. La superficie è inoltre percorsa da 3 nervature chiare e sporgenti.
- Corolla: la corolla è gamopetala e debolmente zigomorfa con forme tubolari (il tubo è corto) e terminante in quattro larghi lobi da ovali a orbicolari e patenti (il lobo superiore è leggermente più grande - due lobi fusi insieme, quello inferiore è più stretto). La corolla è resupinata; i lobi sono appena embricati; la gola è scarsamente pelosa. Il colore della corolla è blu (con striature scure e biancastra verso il centro). Larghezza della corolla (diametro): 8 – 15 mm.
- Androceo: gli stami sono due (gli altri tre sono abortiti) e sono leggermente più corti della corolla. I filamenti sono adnati alla corolla. Le antere hanno due teche più o meno separate, uguali con forme arrotondate.
- Gineceo: il gineceo è bicarpellare (sincarpico - formato dall'unione di due carpelli connati). L'ovario (biloculare) è supero con forme ovoidi e compresso lateralmente. Gli ovuli per loculo sono da numerosi a pochi (1 - 2 per loculo), hanno un solo tegumento e sono tenuinucellati (con la nocella, stadio primordiale dell'ovulo, ridotta a poche cellule).[12] Lo stilo, filiforme con stigma capitato e ottuso, è breve e sporge dalla insenatura poco profonda della corolla. Il disco nettarifero è presente nella parte inferiore della corolla (sotto l'ovario). Lunghezza dello stilo: 2 – 3 mm circa.
- Fioritura: da gennaio a dicembre (febbraio - ottobre a quote montane).

### Frutti
Il frutto è del tipo a capsula divisa fino a metà in due lobi e bordi smarginati e facce con peli sia semplici che ghiandolari e nervature evidenti. La forma della capsula è obcordata, liscia, compressa e carenata. La deiscenza è loculicida. I semi, incavati a conchiglia con superficie rugosa e colorati di giallo-pallido, sono numerosi (20 - 30). Dimensione della capsula: 7 - 9 x 4 – 6 mm.

## Riproduzione
- Impollinazione: l'impollinazione avviene tramite insetti (impollinazione entomogama). I fiori sono bottinati dalle api se non ci sono altre fioriture importanti concomitanti, ma ne ricavano poco nettare e poco polline.
- Riproduzione: la fecondazione avviene fondamentalmente tramite l'impollinazione dei fiori (vedi sopra).
- Dispersione: i semi cadendo a terra (dopo essere stati trasportati per alcuni metri dal vento – disseminazione anemocora) sono successivamente dispersi soprattutto da insetti tipo formiche (disseminazione mirmecoria).

## Distribuzione e habitat
.

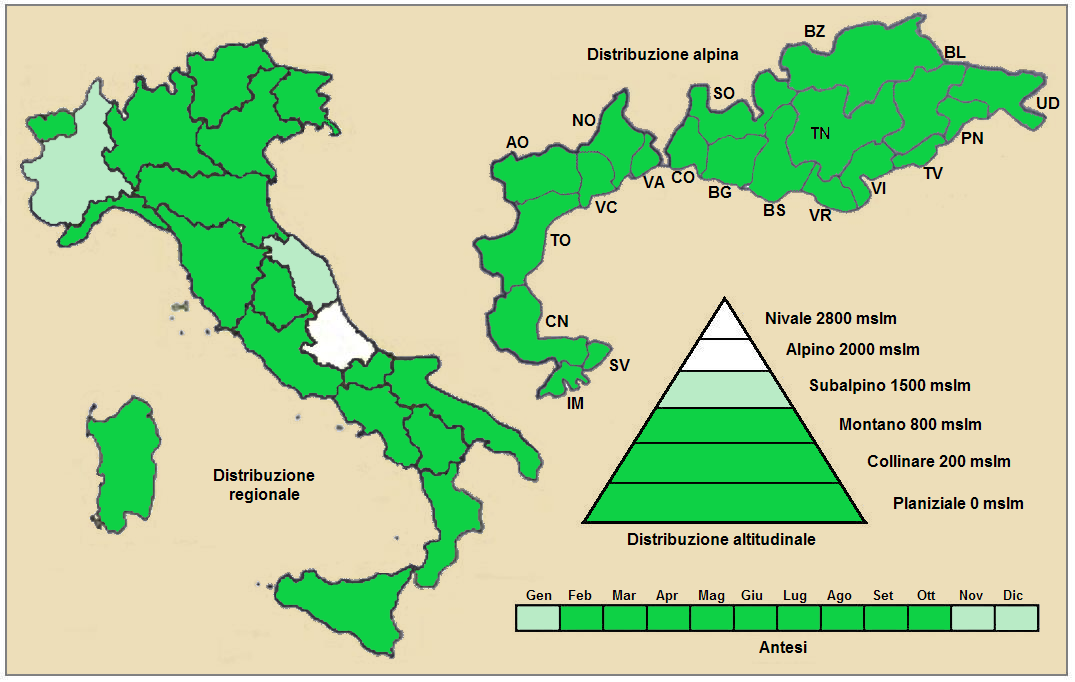
Distribuzione della pianta
(Distribuzione regionale – Distribuzione alpina)

- Geoelemento: il tipo corologico (area di origine) è Ovest - Asiatico divenuto Subcosmopolita (Neofita).  L'origine di questa pianta è relativa alle zone montuose dell'Asia sud-occidentale (attuale Iran).[9] Quindi si è diffusa in altre parti del mondo (Europa, Stati Uniti d'America e Giappone).
- Distribuzione: in Italia è una specie molto comune su tutto il territorio. Nelle Alpi è ovunque presente (anche sui versanti nord). Sugli altri rilievi europei collegati alle Alpi si trova nella Foresta Nera, Vosgi, Massiccio del Giura, Massiccio Centrale, Pirenei, Monti Balcani e Carpazi.[14] Nel resto dell'Europa e dell'areale del Mediterraneo questa specie si trova ovunque; è presente anche nell'Anatolia, Israele, Egitto e Magreb.[15]
- Habitat: per questa pianta l'habitat tipico sono le colture sarchiate, i campi, i frutteti, gli orti, prati e pascoli mesofili e nelle vicinanze degli insediamenti umani (giardini pubblici). Il substrato preferito è calcareo e calcareo/siliceo con pH basico, alti valori nutrizionali del terreno che deve essere mediamente umido.[14]
- Distribuzione altitudinale: sui rilievi, in Italia, queste piante si possono trovare fino a 1800 m s.l.m.; nelle Alpi frequentano quindi i seguenti piani vegetazionali: collinare, montano e in parte quello subalpino (oltre a quello planiziale).

## Fitosociologia

### Areale alpino
Dal punto di vista fitosociologico alpino Veronica persica appartiene alla seguente comunità vegetale:
- Formazione: delle comunità terofiche pioniere nitrofile

- Classe: Stellarietea mediae

### Areale italiano
Per l'areale completo italiano Veronica persica appartiene alla seguente comunità vegetale:
- Macrotipologia: vegetazione erbacea sinantropica, ruderale e megaforbieti.

- Classe: Stellarietea mediae

- Ordine: Solano nigri-Polygonetalia convolvuli (Sissingh in Westhoff, Dijk, Passchier & Sissingh 1946) O. Bolòs, 1962

- Alleanza: Veronico agrestis-Euphorbion peplus Peplus Sissingh ex Passarge, 1964

Descrizione. L'alleanza Veronico agrestis-Euphorbion peplus è relativa alle comunità infestanti, terofitiche, su suoli molto fertili (limosi o argillosi), ricchi in sostanza organica, generalmente nelle colture orticole, vigneti e frutteti in generale. La distribuzione di questa cenosi è eurosiberiana. In Italia questa alleanza è presente in Veneto in due diverse serie di vegetazione (quella dell’alta Pianura Padana orientale e quella prealpina orientale collinare). Il livello di conservazione di queste cenosi è fortemente variabile e relativa all'adattamento ai continui disturbi e rimaneggiamenti dei suoli, per effetto delle operazioni agricole, del calpestìo, ecc. In caso di agricoltura non di tipo tradizionale (fertilizzazioni di sintesi, diffusione di erbicidi) tali comunità sono suscettibili di scomparsa.
Specie presenti nell'associazione: Allium vineale, Calendula arvensis, Euphorbia peplus, Fumaria officinalis, Heliotropium europaeum, Geranium rotundifolium, Mercurialis annua, Muscari racemosus, Amaranthus retroflexus, Chenopodium album, Chenopodium hybridum, Echinochloa crus-galli, Euphorbia helioscopia, Solanum nigrum, Sonchus arvensis, Sonchus asper, Thlaspi arvense, Tripleurospermum inodorum, Sonchus oleraceus, Fallopia convolvulus, Anagallis arvensis, Veronica agrestis, Stellaria media, Capsella bursa-pastoris, Amaranthus powellii, Galinsoga parviflora, Lamium purpureum e Sinapis arvensis.
Altre alleanze per questa specie sono:
- Veronico-Urticion urentis Brullo in Brullo & Marcenò, 1985

## Tassonomia
La famiglia di appartenenza (Plantaginaceae) è relativamente numerosa con un centinaio di generi. La classificazione tassonomica di questa specie è in via di definizione in quanto fino a poco tempo fa il suo genere apparteneva alla famiglia delle Scrophulariaceae (secondo la classificazione ormai classica di Cronquist), mentre ora con i nuovi sistemi di classificazione filogenetica (classificazione APG) è stata assegnata alla famiglia delle Plantaginaceae; anche i livelli superiori sono cambiati (vedi il box tassonomico iniziale). Questa pianta appartiene alla sottotribù Veroniciinae (tribù Veroniceae e sottofamiglia Digitalidoideae). Il genere Veronica è molto numeroso con oltre 250 specie a distribuzione cosmopolita.

### Filogenesi
La specie V. persica appartiene alla sezione Pocilla Dumort.. Questo gruppo è caratterizzato da un ciclo biologico annuo, dalle infiorescenze formate da racemi terminali con brattee ben distinte dalle foglie oppure i fiori sono isolati all'ascella di foglie normali (quindi le brattee non si distinguono dalle foglie), dal calice a 4 lobi e dai semi piani o incavati.
Inoltre la specie di questa voce fa parte del Gruppo di V. agrestis insieme (relativamente all'areale italiano) alla specie Veronica polita Fries, Veronica agrestis L. e Veronica opaca Fries. I caratteri principali di questo gruppo sono:
- il portamento delle piante è annuale;
- i fusti sono prostrati o ascendenti e generalmente ramosi;
- le brattee dell'infiorescenza sono simili alle foglie e delle stesse dimensioni;
- l'infiorescenza ha 10 - 30 fiori con peduncoli alla fruttificazione ripiegati verso il basso;
- la forma dei semi è incavata a conchiglia con superficie rugosa e colorati di giallo-pallido;
- la dimensione dei semi è: 1,0 - 1,5 x 1,5 - 2,2 mm.

Il numero cromosomico di V. persica è: 2n = 28. Questa pianta è un allopoliploide derivato dalla specie Veronica polita Fries con numero cromosomico 2n = 14 (probabile incrocio tra V. polita e V. ceratocarpa C.A.Mey.. Un'origine allopoliploide (da V. polita e V. ceratocarpa) è suggerita anche dai caratteri dei flavonoidi e degli iridoidi di V. persica. Inoltre la grande diffusione che nei tempi passati ha avuto la pianta di questa voce è dovuta alla combinazioni dei caratteri di entrambi i "genitori": la V. polita è leggermente xerofita e la V. ceratocarpa è più mesofita. La mescolanza di questi caratteri ha fatto diventare V. persica un'erba di grande successo in una vasta gamma di ambienti ecologici e quindi si è diffusa rapidamente in quasi tutto il mondo dall'inizio del XIX secolo.

### Sottospecie
Per questa specie sono riconosciute valide le seguenti varietà:
- Veronica persica var. aschersoniana (Lehm.) B. Boivin, 1952
- Veronica persica var. corrensiana (Lehm.) B. Boivin, 1952

### Sinonimi
L'entità di questa voce ha avuto nel tempo diverse nomenclature. L'elenco seguente indica alcuni tra i sinonimi più frequenti:
- Cardia filiformis Dulac
- Pocilla persica  (Poir.) Fourr.
- Veronica buxbaumii  Ten.
- Veronica byzantina  BSP.
- Veronica diffusa  Raf.
- Veronica meskhetica  Kem.-Nath.
- Veronica precox  Raf.
- Veronica tournefortii  C.C.Gmel.

## Altre notizie
La veronica persica in altre lingue è chiamata nei seguenti modi:
- (DE)  Persischer Ehrenpreis
- (FR)  Véronique de Perse
- (EN)  Common Field-speedwell